# جون باور نولز
جون باور نولز (بالإنجليزية: John Power Knowles)‏ هو قاضي ومحامي وسياسي أمريكي، ولد في 13 يونيو 1808 في بروفيدنس في الولايات المتحدة، وتوفي في 3 أغسطس 1887.